# Flugplatz Marina di Campo

i7
i11
i13
Der Flugplatz Marina di Campo (it.: Aeroporto di Marina di Campo “Teseo Tesei”, en.: Elba Airport, IATA-Code: EBA, ICAO-Code: LIRJ) befindet sich auf der italienischen Mittelmeerinsel Elba (Toskana), rund einen Kilometer nordnordöstlich von Marina di Campo bei dem Ort La Pila. Der Flugplatz wird von der allgemeinen Luftfahrt und von Regionalfluggesellschaften genutzt.

## Geschichte
Der Flugplatz wurde 1963 dank einer Initiative eines deutschen Unternehmers eingerichtet. Die ursprünglich 750 Meter lange Graspiste wurde 1991 asphaltiert.
In den Jahren 1980–1987 wurde der Flugplatz vom Luftfahrtunternehmen COMAIR von Mai bis Oktober an den Wochenenden ab Flugplatz Vilshofen regelmäßig angeflogen. An Bord hatten jeweils neun Passagiere Platz. Angeboten wurden diese Flüge als Pauschalreisen. Bis zu ihrer Insolvenz waren insbesondere InterSky (bis 2015) und SkyWork Airlines (bis 2018) vertreten. Aus dem deutschsprachigen Raum wurde Marina di Campo saisonal auch aus Altenrhein, Berlin, Bern, Düsseldorf, Friedrichshafen, Hamburg, München, Wien und Zürich angeflogen. Im Sommerflugplan wird die Strecke Friedrichshafen-Elba angeboten.

## Infrastruktur
Das schmale Flughafengelände liegt unweit der Bucht von Campo nell’Elba. Der Flugplatz hat eine asphaltierte, rund einen Kilometer lange Start- und Landebahn, die in etwa in Nord-Süd-Richtung verläuft (16/34). Das kleine Empfangsgebäude befindet sich im Nordwesten. Hier können Flugzeuge bis zur Größe einer De Havilland DHC-8-300 abgefertigt werden.
An der rund 200 Meter nordwestlich des Abfertigungsgebäudes vorbeiführenden Landstraße nach Portoferraio (SP25) ist eine Bushaltestelle.

## Bilder

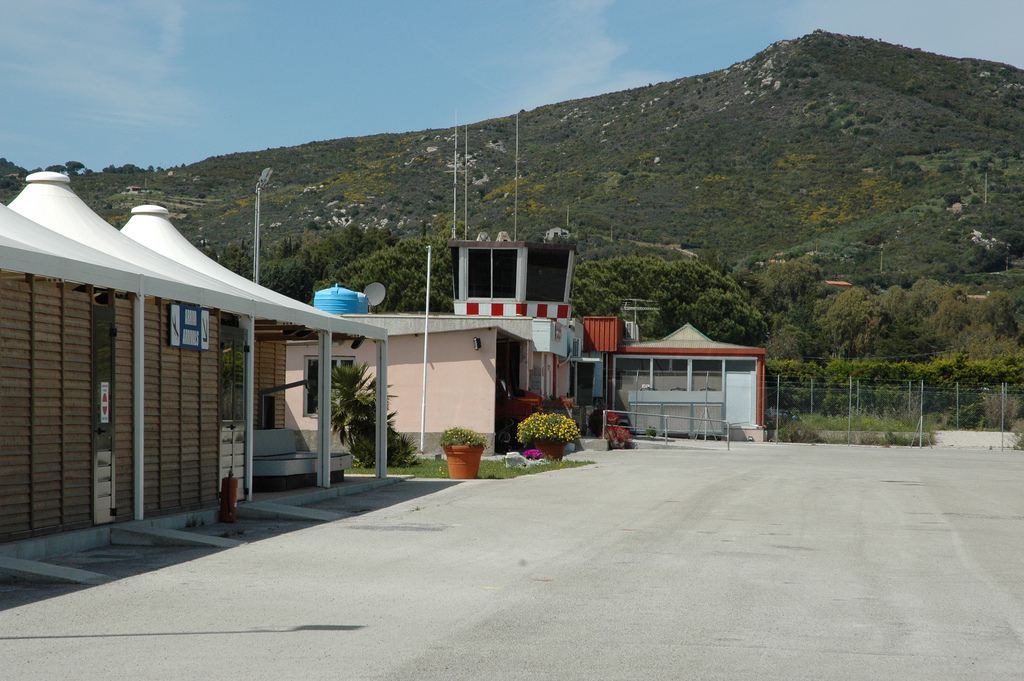
Tower und Verwaltungsgebäude
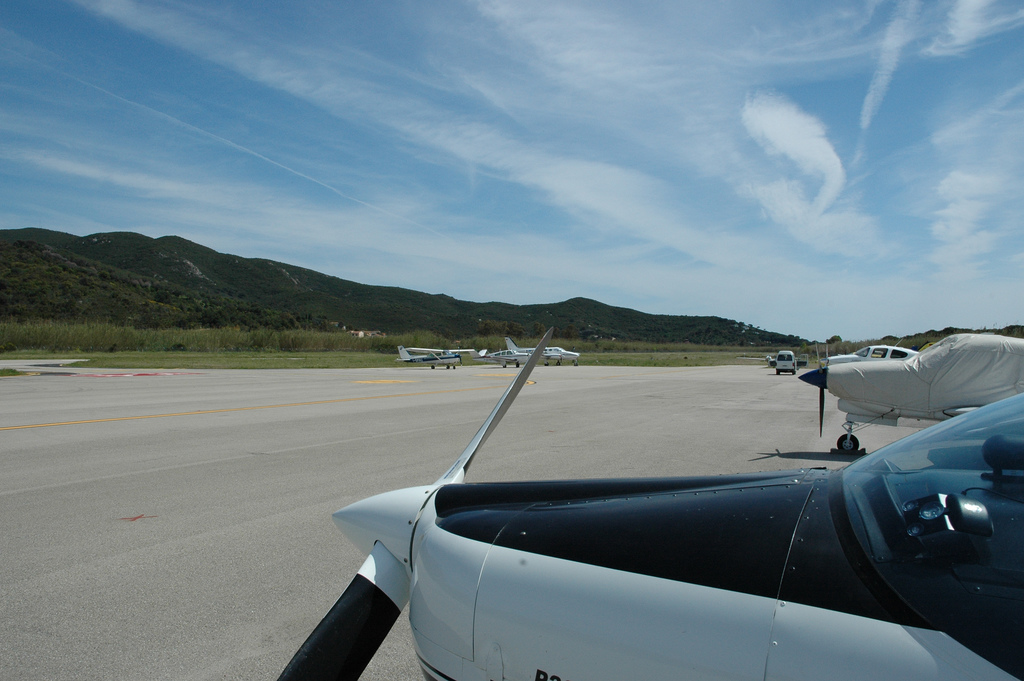
Vorfeld
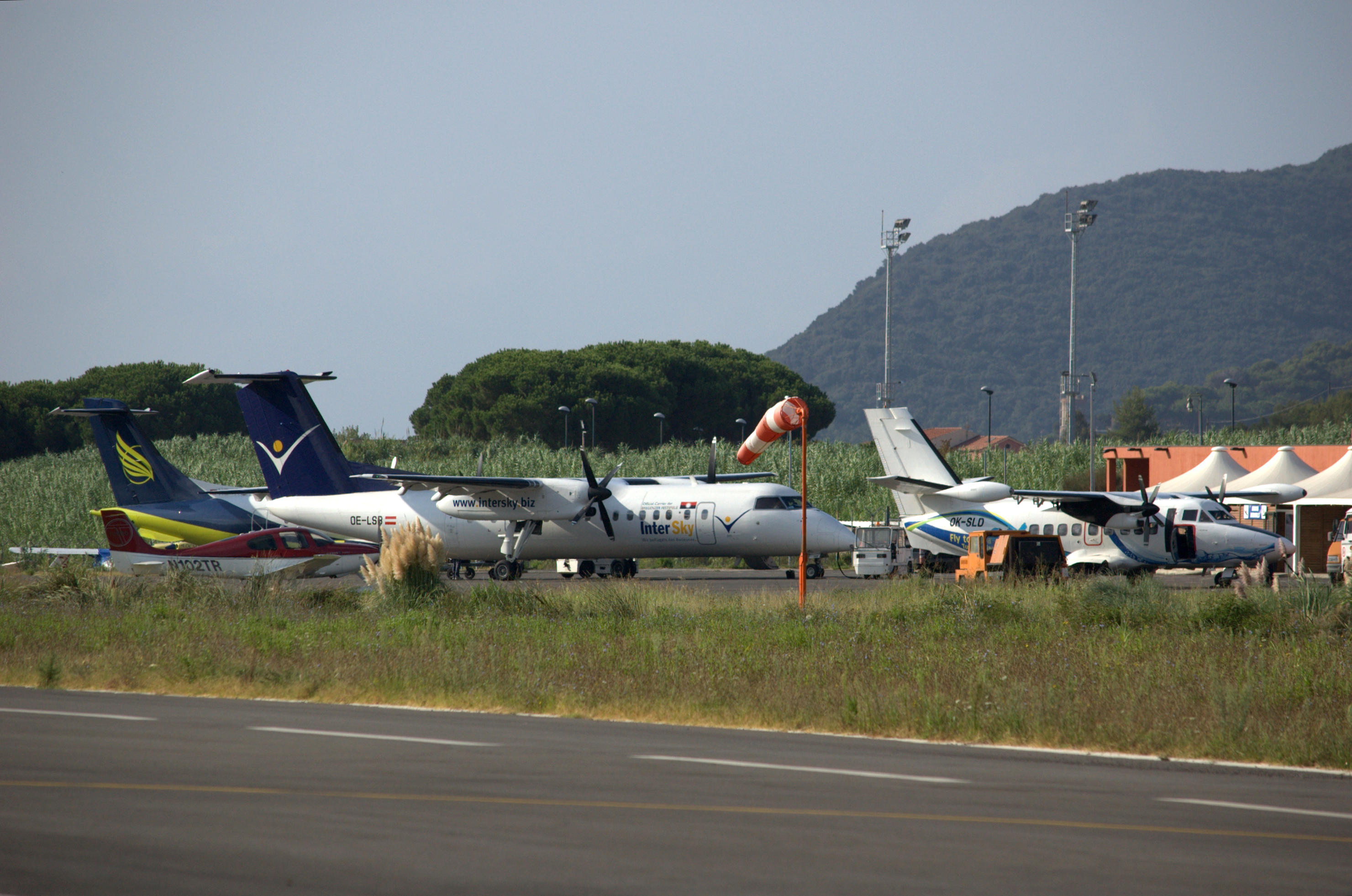
Alle drei Airlines, die Marina di Campo im Jahr 2011 anflogen
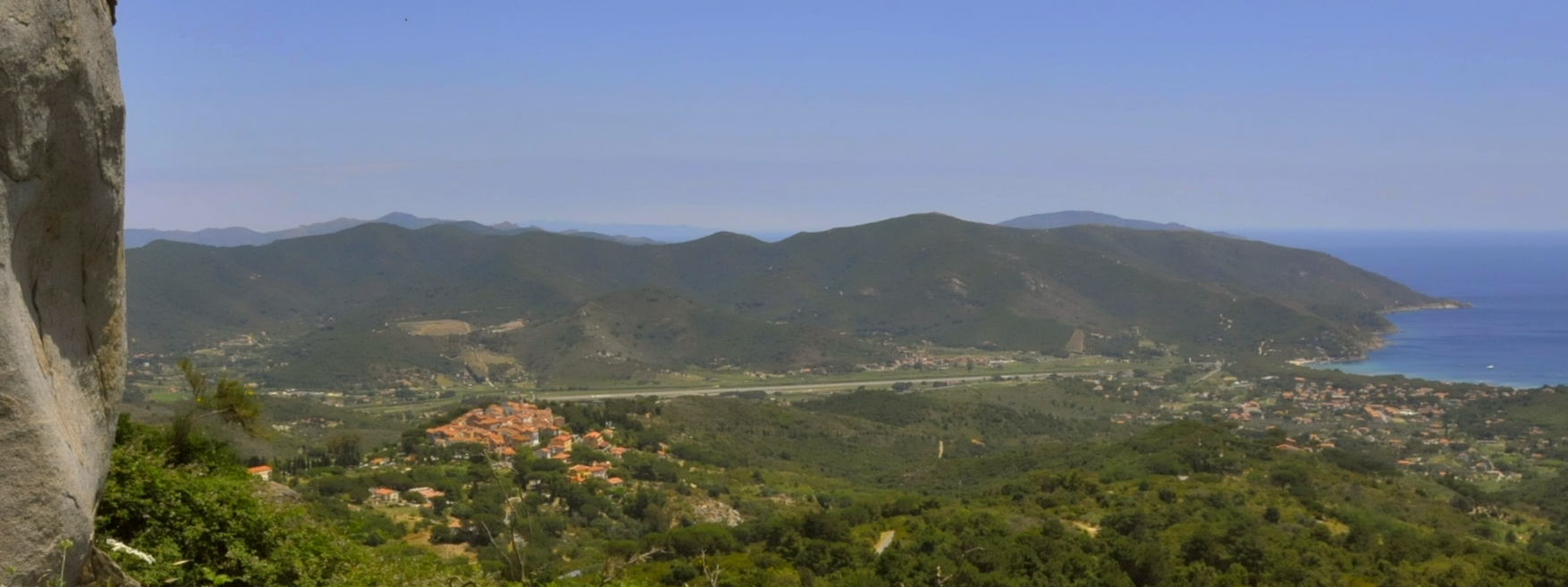
Start- und Landebahn aus der Ferne